# Arboradă
Arboradă (în engleză masting sau  masts and spars) se numește totalitatea arborilor (catargelor) unui velier, împreună cu vergile acestora.
Operația de fixare a arborilor unui velier, împreună cu calculele pentru determinarea poziției lor de instalare poartă denumirea de instalarea arboradei.